# Vrhovine (Ub)
Pour les articles homonymes, voir Vrhovine.
Vrhovine (en serbe cyrillique : Врховине) est un village de Serbie situé dans la municipalité d’Ub, district de Kolubara. Au recensement de 2011, il comptait 461 habitants.

## Démographie
| 1948 | 1953 | 1961 | 1971 | 1981 | 1991 | 2002 | 2011 |
| ---- | ---- | ---- | ---- | ---- | ---- | ---- | ---- |
| 857  | 878  | 883  | 771  | 670  | 595  | 552  | 461  |

|  |